# Senegüé
Senegüé es una localidad aragonesa perteneciente al municipio de Sabiñánigo, en el Alto Gállego, provincia de Huesca.

## Geografía
Senegüé se encuentra emplazado en el mismo lugar en que se hallaba una morrena central del glaciar que provocó la formación del valle de Tena, cercano a Sorripas, núcleo urbano con el que históricamente Senegüé había compartido municipalidad y ayuntamiento, con el que actualmente comparte la Asociación de Vecinos de Senegüé y Sorripas Archivado el 25 de marzo de 2017 en Wayback Machine.. Se trata del mayor de los núcleos rurales que hoy en día dependen del Ayuntamiento de Sabiñánigo.
Su actividad económica se centra en la agricultura y la ganadería, pero también en la industria, puesto que a 5 km de Sabiñánigo se encuentra la fábrica de suero fisiológico de Bieffe Medital, ubicada entre Senegüé y Sorripas desde el año 1994. Senegüé acoge también una importante actividad turística, con motivo de la nieve y los deportes de invierno, con un creciente interés en el turismo relacionado con la bicicleta, pero también un importante turismo cultural en relación con las iglesias románicas de Serrablo

## Historia
Entre 1062 y 1093 su tenente fue Sancho Aznarez I de Bagón, siendolo también de Ainielle, Castejón de Sobrarbe, Biescas, San Esteban, Secorún y Perarrúa.

## Demografía
| Gráfica de evolución demográfica de Senegüé y Sorripas entre 1842 y 1960 |
| |
| Población de derecho según los censos de población del INE Población de hecho según los censos de población del INEEntre el censo de 1857 y el anterior, crece el término del municipio porque incorpora a Arguisal Entre el censo de 1970 y el anterior, este municipio desaparece porque se integra en el municipio Sabiñanigo |

| 80         | 92 | 102 |
| (Fuente: ) |    |     |

## Patrimonio
- Crucero "O Redol", del siglo XVII, construido en 1665.
- Ermita de la Virgen del Collado (d'a Birchen d'o Collado en aragonés), del siglo XVI, situada en un pequeño altozano de la morrena terminal del glaciar de Tena.
- El puente de madera sobre el río Gállego que une Senegüé con Lárrede.
- La torre defensiva del siglo XVI, en cuya parte baja se encuentra la antigua cárcel municipal.
- La iglesia de Nuestra Señora de la Asunción (d'A Nuestra Siñora de l'Asunzión en aragonés), de estilo barroco y construida en el siglo XVII. Los muros laterales de la misma pertenecen sin embargo a la antigua iglesia de estilo románico (de los siglos XVI y XVII) que se encontraba bajo la advocación de San Saturnino. Se sabe de la existencia de la torre de la iglesia ya en el siglo XVI.
- Centro de Interpretación de los Glaciares de Senegüé. La Torre de los Baguer, en la localidad serrablesa de Senegüé se ha convertido en un centro de interpretación de los glaciares,  único en cuanto a su temática, en Aragón. Se trata de un centro que fue ideado por los propios vecinos de Senegüé, y en él se pueden ver dos proyecciones audiovisuales sobre glaciares y diferente información sobre la formación y conservación de los mismos explicada en un total de 19 paneles, que se encuentran repartidos por las distintas salas de un inmueble que data del siglo XVI. Además, y para hacer la visita más práctica, existen 4 paneles en diferentes puntos de interés de Senegüé desde los que se aprecian las huellas del glaciarismo en el valle de Tena.

## Fiestas
- 29 de septiembre, en honor de San Miguel. (conjuntas con Sorripas)
- 20 de enero, en honor de San Fabián